# Spanzaag

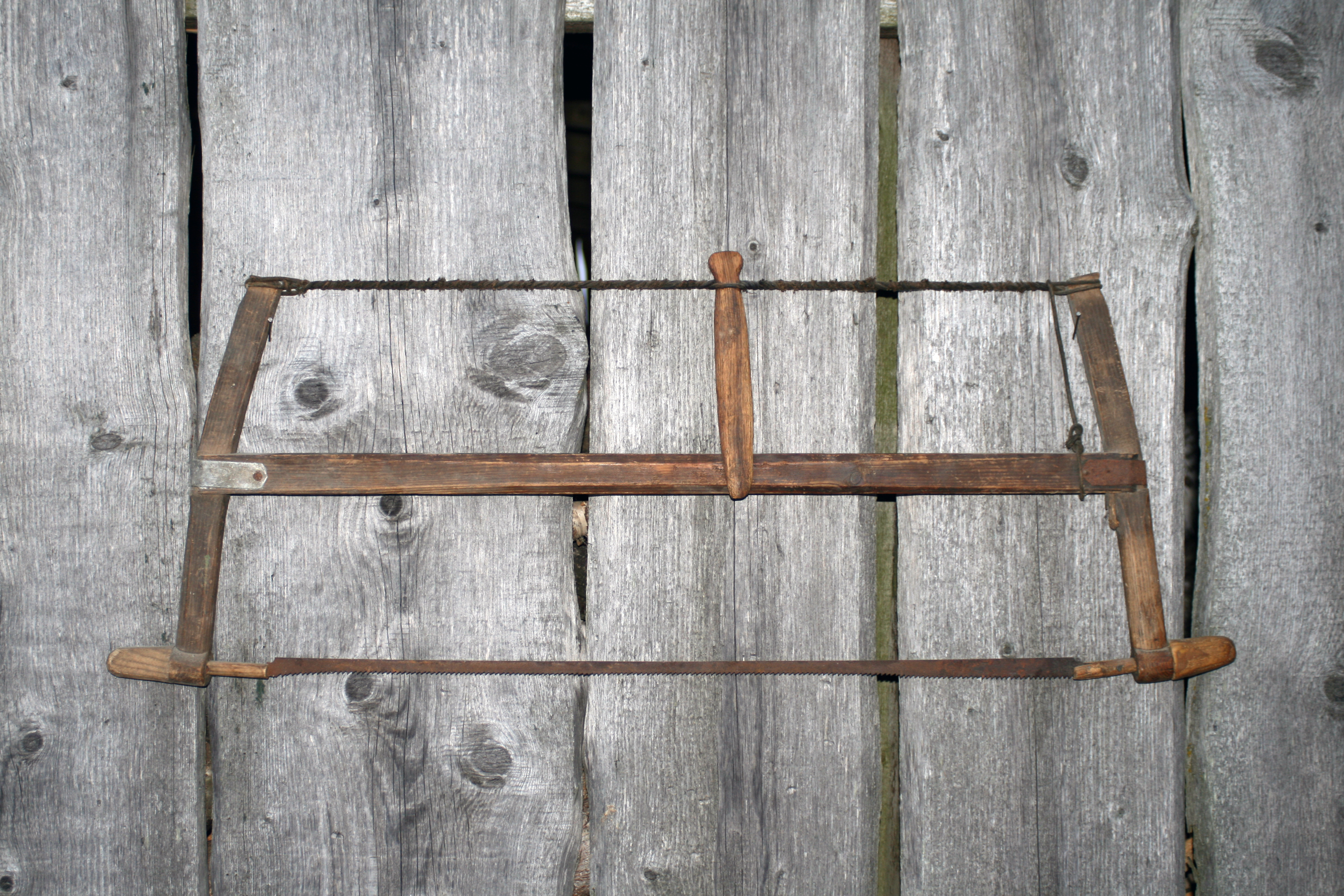
Spanzaag met smal blad

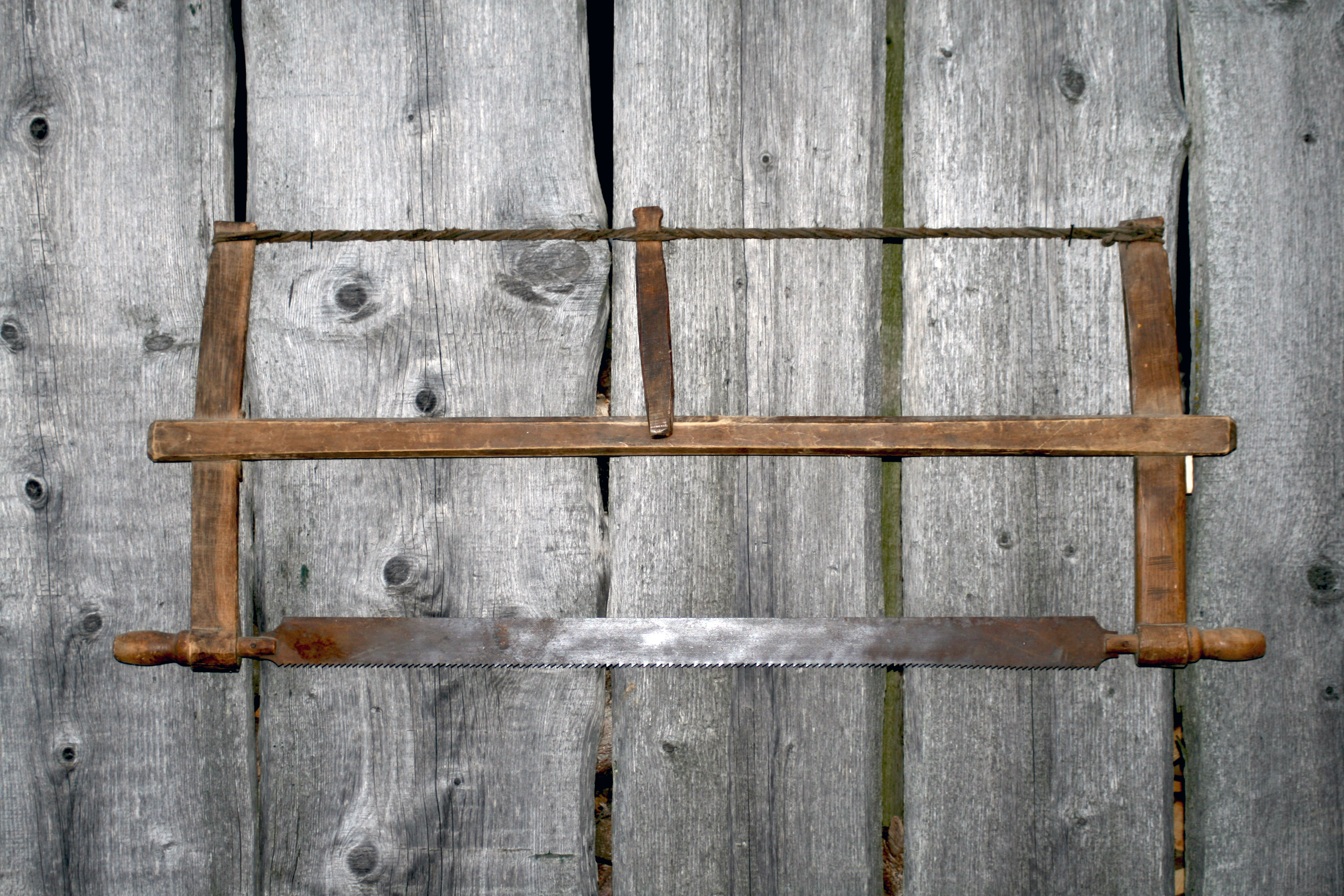
Spanzaag met breed blad

Een spanzaag is een bepaald type zaag waarvan het zaagblad in een houten frame gespannen is en gedraaid kan worden. 
Het houten frame van dit handgereedschap kent twee verticale spanzaagarmen en in het midden een horizontale spanregel. Het op de gewenste spanning zetten van het zaagblad gebeurt vaak door met een spanlat het spantouw op te draaien, waarna bij de gewenste spanning de spanlat achter de spanregel wordt geklemd. Het zaagblad is zeer dun en de tanden staan nagenoeg niet op stoot en zijn licht gezet. Met als gevolg dat de zaagsnede dun is en er weinig houtverlies optreedt. Met een smal blad is het mogelijk langs een gebogen lijn te zagen. De spanzaag is een variant van de trekzaag. De spanzaag is tegenwoordig wat in onbruik geraakt door de komst van de kettingzaag.